# Lomographa julia
Lomographa julia là một loài bướm đêm trong họ Geometridae.